# Pronunciación
La pronunciación es la manera concreta en que una palabra, o todo un idioma, es producida fonéticamente por un hablante. Una palabra o expresión puede ser pronunciada de formas diferentes por varios individuos o grupos, dependiendo de muchos factores sociolingüísticos, como por ejemplo el lugar en la cual crecieron o el sitio donde viven actualmente.
En un sentido amplio la pronunciación, es la forma en que los símbolos elementales del lenguaje, los fonemas segmentarios o sonidos del habla, aparecen y se organizan en patrones de tono, volumen y duración. En el modelo más sencillo del proceso de comunicación en el lenguaje; codificación, mensaje, decodificación; la pronunciación es una actividad, que da forma al resultado de la etapa de codificación, y un estado, la apariencia externa del mensaje y la entrada a la etapa de decodificación. Es lo que el hablante hace y lo que el oyente percibe y, en la medida en que se requiera una evaluación, juzga.
En un sentido más restringido, las cuestiones de pronunciación se plantean sólo en relación con los juicios de valor. La ortología, la pronunciación correcta, es paralela a la ortografía, el deletreo correcto. "¿Cómo se pronuncia [deletrea] esa palabra?" es una petición de la pronunciación (ortografía) correcta por parte de alguien que no está seguro o una prueba de que el entrevistado no pronuncia (deletrea) correctamente o habla un dialecto diferente o tiene una idiosincrasia del habla. Sólo los errores de pronunciación son perceptibles y, por tanto, distraen; introducen "ruido" en el sistema de comunicación y reducen su eficacia.
Si se dice que alguien tiene "pronunciación correcta", se refiere tanto a la forma de leer las palabras como a la forma de hablar un idioma dentro de un determinado dialecto. 

## Terminología lingüística
El modo de pronunciar las palabras de un individuo depende en primer lugar de las unidades básicas de sonido que usa en su lengua. La rama de la lingüística que estudia estas unidades de sonido por separado es la fonética. Los sonidos que desempeñan el mismo papel se agrupan juntos en clases llamadas fonemas; el estudio de estas clases lo realiza la fonología.
Al igual que diferentes idiomas tienen diferentes palabras para referirse a ciertas cosas, muchos tienen además diferentes formas, no solo de pronunciar, sino también de agrupar esos sonidos. En el idioma español, las palabras se agrupan en sílabas, como unidad suprafonémica mínima y en general, cada sílaba corresponde a una sola mora. En cambio, en otras lenguas, como el latín, las sílabas tónicas pueden estar compuestas de dos moras. En el caso del japonés, una sílaba puede tener varias moras, que se representan separadamente en su escritura silábica, y así, una palabra como Tokio, que en español tiene dos sílabas, en japonés (escrita en hiragana con cinco letras: とうきょう), tiene cuatro moras (to-o-kyo-o), que se agrupan en dos sílabas: [Toː.kjoː].

## Pronunciación en otros idiomas

### Pronunciación en inglés
La pronunciación del inglés es uno de los aspectos que más desafían a los estudiantes de este idioma, debido a su complejidad y las excepciones que presenta. A pesar de que el inglés es un idioma fonético en cuanto a su ortografía y pronunciación, existen una serie de particularidades que hacen que su aprendizaje sea más complejo. La pronunciación en inglés no sigue reglas tan estrictas como en otros idiomas, lo que implica que muchas veces las palabras no se pronuncian como se escriben, y el mismo sonido puede representarse de diferentes maneras gráficas.
El inglés es un idioma con muchas formas de pronunciación. La pronunciación cambia tanto a lo largo de la historia como de un dialecto a otro. Sin embargo, en general, el inglés tiene un sistema fonológico muy similar en todo el mundo. La mayoría de los dialectos se diferencian entre sí porque tienen distintos tipos de acentuación en las sílabas. Los topes, africadas y fricativas también cambian en las consonantes de los distintos dialectos.  En general, sin embargo, los dialectos regionales del inglés comparten un sistema fonológico muy similar (pero no idéntico). Entre otras cosas, la mayoría de los dialectos presentan una reducción vocálica en las sílabas no acentuadas y un complejo conjunto de rasgos fonológicos que distinguen las consonantes fortis y lenis (oclusivas, africadas y fricativas).
Sonidos vocálicos
Uno de los elementos más distintivos de la pronunciación del inglés es la variedad y la complejidad de sus sonidos vocálicos. El inglés tiene una gran cantidad de vocales, tanto simples como compuestas, y un sistema de vocales largas y cortas que no existe en muchos otros idiomas. Por ejemplo, en palabras como beat (golpear) y bit (morder), las vocales "ee" y "i" tienen sonidos diferentes, a pesar de que ambas letras se escriben de forma similar. Además, en algunos dialectos del inglés, como el inglés británico, existen variaciones en los sonidos de las vocales.
Las vocales que se combinan para formar un solo sonido, como en las combinaciones "oi" en coin o "ou" en out, también son un desafío para los estudiantes, ya que las reglas de pronunciación para estas combinaciones varían entre los dialectos. Además, el inglés tiene muchas palabras con vocales no acentuadas, llamadas schwa, que se pronuncian de manera neutral o muy débil, como en la palabra sofa. Este sonido es crucial para alcanzar una pronunciación natural, ya que es uno de los más comunes en el habla cotidiana.
Consonantes
El inglés tiene una serie de consonantes que pueden resultar complejas para los hablantes no nativos. Algunas consonantes no existen en otros idiomas, como la "th" en palabras como this o think. La pronunciación de este sonido es particularmente difícil para los hispanohablantes, ya que no tiene un equivalente directo en español. Existen dos tipos de "th": uno sonoro, como en this, y otro sordo, como en think, y cada uno tiene una manera distinta de producirse con la lengua.
Otras consonantes, como la "r", también presentan particularidades. En el inglés británico, la "r" se pronuncia de manera más suave, mientras que en el inglés estadounidense tiende a ser más fuerte y se pronuncia en la parte posterior de la boca. Las "l" en inglés también son diferentes a las del español, ya que pueden ser claras o oscuras dependiendo de la posición en la palabra, como ocurre en light (clara) y ball (oscura).
Acentuación y entonación
El acento y la entonación juegan un papel crucial en la pronunciación del inglés. En inglés, el acento suele recaer en una de las sílabas de las palabras, y su colocación puede cambiar el significado. Por ejemplo, en palabras compuestas como record (sustantivo) y record (verbo), el acento cae en diferentes sílabas, lo que cambia el sentido de la palabra. Además, las oraciones en inglés suelen tener una entonación ascendente o descendente que varía dependiendo de si la oración es afirmativa, interrogativa o exclamativa. La correcta entonación y acentuación es esencial para sonar natural al hablar inglés y evitar malentendidos.
Ritmo y flujo del habla
El ritmo en inglés es otro factor importante en su pronunciación. A diferencia del español, que tiene un ritmo silábico, el inglés tiende a ser un idioma de ritmo acentuado, lo que significa que las sílabas acentuadas se pronuncian con más énfasis y las no acentuadas son más rápidas y suaves. Esta característica da al inglés un flujo más marcado y cadencioso, lo que puede hacer que los hablantes no nativos tengan dificultades para seguir la velocidad del habla.
En inglés, algunas palabras con dos o más letras se pueden combinar para hacer diferentes sonidos. Por ejemplo, ie puede representar el sonido /e/ en friend o /ai/ en pie. Otra combinación común de dos letras es la combinación ou, ow y oa.

### Pronunciación en alemán
La pronunciación del alemán tiene una estructura lógica y consistente. El alemán es un idioma fonético, lo que significa que la pronunciación de las palabras sigue reglas bastante claras y predecibles. 
Sonidos vocálicos
Uno de los aspectos más importantes de la pronunciación del alemán es la correcta producción de las vocales. El idioma alemán tiene una serie de vocales que pueden ser cortas o largas, y la duración de la vocal puede cambiar el significado de la palabra. Por ejemplo, en "bitte" (por favor), la "i" es corta, mientras que en "bieten" (ofrecer), la "i" es larga. Las vocales largas y cortas se distinguen claramente, y esta distinción es crucial para la correcta pronunciación y comprensión del idioma.
El alemán también cuenta con vocales con diacríticos, como la "ä", "ö" y "ü". Estas vocales no existen en muchos otros idiomas y requieren un esfuerzo especial en la pronunciación. La "ä" suena como una "e" en inglés, la "ö" se pronuncia como una "e" con los labios redondeados, y la "ü" suena similar a la "u" francesa. La correcta producción de estos sonidos es esencial para evitar malentendidos.
Consonantes
En cuanto a las consonantes, el alemán también tiene sonidos particulares que pueden resultar difíciles de pronunciar para los hablantes no nativos. Uno de estos es la "ch", que aparece en palabras como "nicht" (no) o "ich" (yo). Dependiendo de la vocal que le preceda, la "ch" puede tener dos pronunciaciones diferentes: una suave, como en "ich", y una más fuerte, como en "nicht". El sonido de la "ch" suave se produce al colocar la lengua cerca del paladar, mientras que el fuerte se produce más atrás en la garganta.
Otra consonante peculiar del alemán es la "r". En muchos dialectos del alemán, la "r" se pronuncia de manera gutural, es decir, en la parte posterior de la garganta, lo que puede ser difícil de reproducir para los hispanohablantes. Sin embargo, en algunas variantes del alemán estándar, especialmente en el norte del país, la "r" se pronuncia de manera más suave, similar a la "r" francesa.
El sistema de acentuación
El acento en alemán suele caer en la primera sílaba de la mayoría de las palabras, lo que es un aspecto relativamente sencillo para los hispanohablantes. Sin embargo, existen algunas excepciones, como en las palabras compuestas, donde el acento puede recaer en la primera sílaba del primer componente de la palabra. Además, el alemán tiene ciertas reglas sobre la entonación de las frases, especialmente en preguntas y oraciones exclamativas, que deben ser dominadas para sonar naturales.
El ritmo y la entonación
El ritmo del alemán es más marcado y regular que el del español, con una cadencia más monótona. Esto puede hacer que la pronunciación del alemán suene un poco más "robótica" o menos melódica en comparación con otros idiomas, pero también contribuye a la claridad y precisión del idioma.

## Cambios en la pronunciación
Se acepta como una obviedad que la pronunciación cambia más o menos continuamente. Dado que no hay herencia del lenguaje y que todo niño oyente aprende a hablar escuchando, es de esperar que el aprendizaje no sea perfecto en todos los detalles. La mayoría de las excentricidades individuales son desalentadas por el conservadurismo de la comunidad y no se transmiten a la generación siguiente. En general, la lengua se corrige sola. Sin embargo, de vez en cuando, lo que podría llamarse un error de pronunciación parece contagiarse y se produce un cambio, a veces tan gradual que sólo se registra en retrospectiva.
Un cambio que afecta a un sonido o a un grupo de sonidos relacionados sin influencia aparente del entorno se conoce como aislado o independiente. Así, el Gran Cambio Vocálico en el idioma inglés fue un cambio gradual en la pronunciación de todas las vocales largas dondequiera que ocurrieran. La única explicación que puede darse a este cambio es que no alteró materialmente el sistema, ni en cuanto al número de fonemas ni en cuanto a la distribución. Las nuevas vocales diptongales, en línea y vaca, no eran más fáciles de producir que las vocales simples que se perdieron, para ser reintroducidas más tarde en calma y ley. En el caso de este y otros cambios islámicos en el inglés y en otras lenguas, es difícil decir por qué se produjeron o por qué sucedieron cuando lo hicieron.
Los cambios que afectan a determinados sonidos o grupos de sonidos sólo en determinados entornos se conocen como combinativos o dependientes. El patrón general es el de la facilidad de pronunciación, ya que el hablante tiende a hacer el menor esfuerzo; esta tendencia se ve contrarrestada por la demanda del oyente de una fácil inteligibilidad. Así, mutación-i en inglés y otras lenguas resulta cuando el hablante, anticipando la articulación para una [i] o [j] frontal en la siguiente sílaba (que luego se pierde), cambia la articulación de la vocal en cuestión de atrás hacia adelante.
El cambio más evidente que reduce el esfuerzo es la asimilación de consonantes. El propio término es un ejemplo, de ad- ("a") + simil- ("similar"), las formas adsimil- y assimil-, ambas atestiguadas en el latín clásico. Las asimilaciones pueden ser aceptadas o no por la comunidad. Así, [∫], que representa una asimilación recíproca de [s] + [j], prevalece en la emisión en el inglés en América, pero [sj] en Inglaterra; [č] es habitual en la literatura, pero aparece [tj], a veces tomada como signo de afectación; can't you puede pronunciarse con [tj] o [č], esta última sujeta a sanciones sociales. La mayoría de estas asimilaciones se limitan a cambiar la distribución de los fonemas. Cuando [z] + [j] se convirtió en, visión, el nuevo fonema llenó un vacío en el sistema inglés que el lexicógrafo británico John Hart había señalado medio siglo antes.

## Pronunciación correcta y pronunciación incorrecta
Como en todas las demás áreas del idioma, también en el área fonética determinadas variantes de un hablante pueden ser percibidas como errores por otros hablantes, que los llaman errores de pronunciación. Desde el punto de vista de la lingüística puramente descriptiva, no normativa, no prescriptiva y no correctiva, ningún hecho del lenguaje en el uso de su lengua materna por cualquier hablante nativo adulto y normal, en condiciones normales, puede considerarse incorrecto. En esta concepción lingüística, los errores no son más que desviaciones de las reglas del lenguaje en general. Toda variedad de lengua tiene sus propias reglas, por lo que el error es sólo un error desde el punto de vista de las reglas de la variedad en cuestión.
En algunos hablantes nativos, las fallas pueden estar provocadas por ciertos trastornos neurofisiológicos o neuropsicológicos, como la tartamudez. Se corrigen con logopedia.
Cualquier hablante nativo con una función cerebral normal puede cometer errores accidentales que sabe que son errores y que normalmente corrige de inmediato, por ejemplo, la inversión de los sonidos iniciales de dos palabras que difieren solo en estos sonidos. Los niños que aprenden su lengua materna también cometen errores.
Los hablantes de una lengua que les es ajena también cometen errores en relación con las reglas de esta lengua, especialmente durante su aprendizaje, por desconocimiento de las reglas o por su insuficiente asimilación. Una de las causas de estos errores es la interferencia, también llamada transferencia negativa, que consiste en la aplicación de reglas de la lengua materna distintas a las de la lengua extranjera, en el uso de esta última. La interferencia fonética consiste en la pronunciación de sonidos como en el idioma nativo, p. ej. una [r] del español o ruso pronunciada [ʁ] por un hablante nativo de francés.
Desde el punto de vista de la lingüística normativa, prescriptiva y correctiva, los errores son todas las desviaciones de las reglas de la variedad estándar de la lengua, incluidas las de los hablantes nativos. Estas reglas son objeto de la fonética normativa, también llamada ortoepía. Los errores con la ortopedia los cometen hablantes que no saben lo suficiente sobre la variedad estándar, incluso si tienen una variedad de idioma nativo que conocen muy bien. A veces, un hablante de este tipo que quiere ajustarse al estándar, comete errores llamados hipercorrecciones, aplicando por analogía reglas válidas en otras situaciones.